# Шеин, Юрий Дмитриевич
Юрий Дмитриевич Шеин (? — 1546) — тверской дворецкий, окольничий, боярин и воевода на службе у московского князя Василия III и малолетнего царя Ивана IV Грозного.

## Происхождение и семья
Московский дворянин из рода Шеиных, одной из ветвей дворян Морозовых. Юрий Дмитриевич — потомок в IX колене от Михаила Прушанина, новгородца, героя Невской битвы, внук Василия Михайловича Морозова-Шеи, от прозвища которого ведётся фамилия, и старший из трёх сыновей Дмитрия Васильевича Шеина, первого носителя фамилии. Одновременно с ним на московской службе состояли два брата, достигшие боярского чина: Василий и Иван. От брака с Стефанидой имел двух сыновей — Михаила и Исаака.

## Служба
Во время русско-казанской войны 1530—1531 гг. в октябре 1531 года был назначен вторым приставом к бывшему казанскому хану Шах-Али, который пребывал в Нижнем Новгороде, в надежде на возвращение престола с помощью русских.
В 1534—1536 годах был московским наместником в Великих Луках. В 1537 году был воеводой в Мценске, вместе в ханом Шах-Али, в тот момент касимовским правителем, послан во Владимир для защиты от Казанского ханства.
Боярство получил в 1541 году. Умер в 1546 году.